# West Brookfield (condado de Worcester)
West Brookfield es un lugar designado por el censo ubicado en el condado de Worcester en el estado estadounidense de Massachusetts. En el Censo de 2010 tenía una población de 1.413 habitantes y una densidad poblacional de 308,05 personas por km².

## Geografía
West Brookfield se encuentra ubicado en las coordenadas 42°14′31″N 72°8′49″O / 42.24194, -72.14694. Según la Oficina del Censo de los Estados Unidos, West Brookfield tiene una superficie total de 4.59 km², de la cual 3.27 km² corresponden a tierra firme y (28.63%) 1.31 km² es agua.

## Demografía
Según el censo de 2010, había 1.413 personas residiendo en West Brookfield. La densidad de población era de 308,05 hab./km². De los 1.413 habitantes, West Brookfield estaba compuesto por el 96.53% blancos, el 1.13% eran afroamericanos, el 0.21% eran amerindios, el 0.42% eran asiáticos, el 0% eran isleños del Pacífico, el 0.42% eran de otras razas y el 1.27% pertenecían a dos o más razas. Del total de la población el 1.91% eran hispanos o latinos de cualquier raza.